# (29774) 1999 CL44
A (29774) 1999 CL44 a Naprendszer kisbolygóövében található aszteroida. A LINEAR projekt keretében fedezték fel 1999. február 10-én.